# Kawara (Sindou)
Pour les articles homonymes, voir Kawara.
Kawara est un village du département et la commune rurale de Sindou, situé dans la province de la Léraba et la région des Cascades au Burkina Faso.

## Démographie
Le village comptabilisait :
- 1 573 habitants en 2003[3].
- 1 251 habitants en 2006[1].

## Population
On y parle une langue en voie de disparition, le natioro.

## Administration
Le village de Kawara est jumelé avec Le Portel dans le Pas-de-Calais en France.